# Pichidegua
Pichidegua is een gemeente in de Chileense provincie Cachapoal in de regio Libertador General Bernardo O'Higgins. Pichidegua telde 19.714 inwoners in 2017 en heeft een oppervlakte van 320 km².
- Biblioteca Nacional de Chile: 000461470
- Gemeinsame Normdatei: 1160005087
- Virtual International Authority File: 3532152744525227850001